# 7 Korpus Armijny (Imperium Rosyjskie)
7 Korpus Armijny (ros. 7-й армейский корпус) – jeden ze związków operacyjno-taktycznych Imperium Rosyjskiego w czasie I wojny światowej. Sformowany w 1887. Miejsce stacjonowania sztabu w 1914 - Symferopol. Rozformowany na początku 1918.

## Struktura organizacyjna
Organizacja w 1914
- dowództwo i sztab – Symferopol
- 13 Dywizja Piechoty
- 34 Dywizja Piechoty
- Krymski pułk konny Jego Wysokości Carycy Aleksandry Fiodorowny
- 7 pułk kozacki Atamana Wojskowego Denisowa
- 7 korpuśny dywizjon artylerii haubic
- 12 batalion saperów

## Podporządkowanie
- 8 Armii (od 2 sierpnia 1914)
- 3 Armii (22 września - 20 października 1914)
- 8 Armii (23 stycznia - 19 sierpnia 1915)
- 11 Armii (1 września 1915 - 1 listopada 1916)
- 4 Armii (22 grudnia 1916 - 16 lipca 1917)
- 6 Armii (1 listopada - grudzień 1917)

## Dowódcy Korpusu
- gen. piechoty  E. W. Ekk (maj 1913 - październik 1916)
- gen. piechoty  A. W. Syczewskij (październik 1916 - kwiecień 1917)
- gen. lejtnant M. I. Szyszkiewicz (kwiecień 1917)
- gen. lejtnant N. L. Junakow (kwiecień - sierpień 1917)
- gen. lejtnant A. O. Pirzchajło (od sierpnia 1917)